# 氷鉋斗賣神社
氷鉋斗賣神社（ひがのとめじんじゃ）は長野県長野市にある神社。旧社格は旧郷社。

## 概要
『延喜式神名帳』に記載される信濃国更級郡11座のひとつ。和名類聚抄では氷鉋郷と斗売郷に分かれているが、平安時代に両者が一つになった郷村の氏神社であったと考えられる。「氷鉋」の地名は、祭神の宇都志日金拆命に由来するとする説が存在する。長享2年（1488年）の「諏訪神社下社春秋之宮造宮之次第」や、永禄10年（1567年）の武田信玄宛行状にも記載がある。主祭神は宇都志日金拆命で安曇連の祖神であり、相殿にタケミナカタと八坂刀売神が合祀されている。
上氷鉋には川中島斗売神社があり、中氷鉋には氷鉋神社があるが、これらはかつての一郷が分郷した際に分祀されたものと推定されている。